# Station Moriez
Station Moriez is een spoorwegstation in de Franse gemeente Moriez. Het ligt op de lijn van  Nice - Digne-les-Bains